# Aufresne
Jean Rival, dit Aufresne, est un acteur genevois né à Genève le 17 février 1728 et mort à Saint-Pétersbourg le 4 juillet 1804.

## Biographie
Fils d'un horloger genevois nommé David Rival, dont Jean-Jacques Rousseau admirait l'esprit et le goût, Aufresne commence sa carrière théâtrale en Normandie, probablement en 1757 à la foire de Guibray, à Falaise (Calvados). On l'applaudit au théâtre de La Haye en 1764.
Après un grand succès à la Comédie-Française, où il débute le 30 mai 1765 dans le rôle d'Auguste, dans Cinna de Corneille, il est reçu sociétaire. Mais son jeu naturel n’est pas du goût de ses camarades et il préfère quitter la troupe pour se rendre à Vienne.
Vers 1768, il joue à Genève avec Lekain, puis à Vienne en 1772. Il débute au Théâtre de la Monnaie de Bruxelles le 18 décembre 1773 et y reste jusqu'en mars 1774, puis passe les étés 1774 et 1775 à Berlin, où Frédéric II l'a fait appeler.
De retour dans sa patrie, il joue à Ferney une pièce de Voltaire en présence de l'auteur, en 1776. Le philosophe lui dit après la représentation : « Vous me prêtez, par votre jeu, plus d'esprit que je n'en ai ». Aufresne joue ensuite à Namur en 1777. C'est finalement en Russie, où il se rend en 1785 chez Catherine II, qu'il va poursuivre et terminer sa carrière. Il est nommé régisseur du Théâtre de l'Ermitage à Saint-Pétersbourg.
Aufresne aura tenté, tout au long de sa vie, de substituer une diction simple et naturelle à la déclamation traditionnelle.

## Famille
Sa fille, l'actrice Ekaterina Ofrena (Екатерине Офрена), dite Mademoiselle Aufrène, écrit une pièce intitulée L'Officier suffisant ou Le Fat puni, proverbe, en un acte, en prose. Selon son arrière petit-fils l'écrivain Mikhaïl Kouzmine, elle se marie avec Леон Монготье (Léon Mongotier ou Mongaultier), qui devient acteur pour se conformer à la volonté d'Aufresne de ne marier sa fille qu'à un acteur,.
Sa petite-fille Ekaterina Lvovna, également actrice, se marie avec un inspecteur des classes de l'école de théâtre de Saint-Pétersbourg, Dmitry Yakovlevitch Fiodorov. Elle est la grand-mère maternelle de l'écrivain Mikhaïl Kouzmine et de sa sœur Varvara Alekseïevna Auslaender, elle-même mère du poète Sergej Abramovič Auslender (ru).

## Théâtre

### Comédie-Française
- 1765 : Cinna de Pierre Corneille, Comédie-Française : Auguste
- 1765 : Phèdre de Jean Racine, Comédie-Française : Thésée
- 1765 : Le Menteur de Pierre Corneille : Géronte
- 1765 : Mérope de Voltaire : Polyphonte